# Виробництво кави на Ямайці

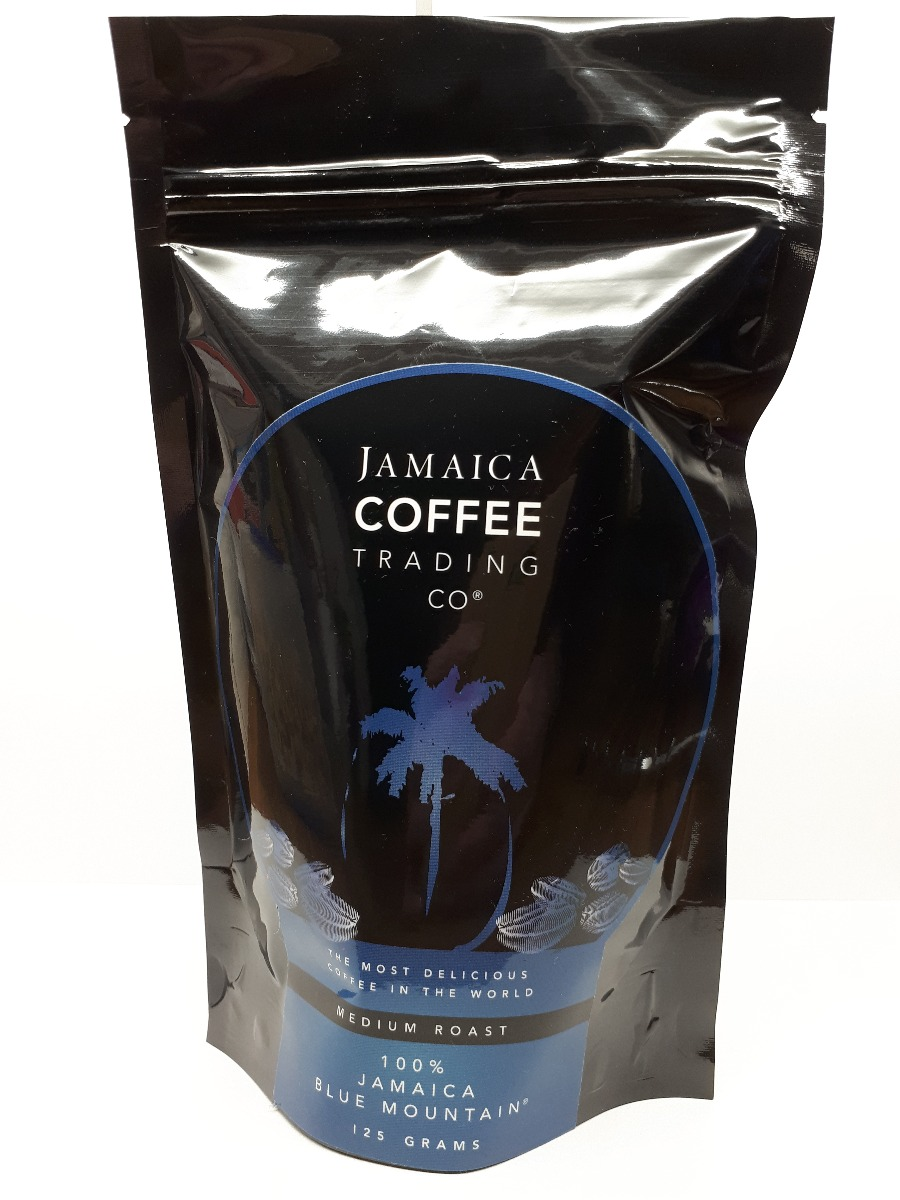
125 грамів кавових зерен Jamaica Blue Mountain Coffee, сертифікованих Ямайським управлінням сільськогосподарських товарів.

Виробництво кави на Ямайці почалося після 1728 року, коли губернатор сер Ніколас Лоуз представив цю культуру поблизу Каслтона, на північ від Кінгстона. Ямайка відома Jamaican Blue Mountain Coffee — особливим сортом кави, що вирощується в регіоні Блакитних гір зі сприятливим кліматом і топографічними особливостями. Цей сорт відомий своїм ароматом і солодким смаком. Велика частина виробництва кави на Ямайці вирощується на експорт.

## Плантація
Більшість кави, вирощеної на острові, є похідною від бразильського сорту, відомого як типіка (Coffea arabica Typica), що становить 70% врожаю, тоді як інші сорти, що вирощуються, є гібридними сортами катурри, гейші тощо. Кажуть, що кава, вирощена в регіоні Блакитних гір, відома як ямайська кава з блакитних гір, має дуже високу якість та вирощується здебільшого на експорт. 

## Регулювання
Міністерство сільського господарства та його підлеглий офіс, Управління сільськогосподарських товарів Ямайки (раніше Рада кавової промисловості), відповідають за всю діяльність кавового сектору. Компанія з розвитку кавової промисловості (CIDCO, створена тодішньою Радою з питань кавової промисловості) бере на себе безпосередню відповідальність за виробництво кави, а також надає допомогу фермерам, які володіють понад 1 гектаром землі, призначеної для цієї культури.
Закон про регулювання кавової промисловості визначає, для якої кави може використовуватися етикетка Blue Mountain, а також обмежує використання торговельної марки Blue Mountain лише для виробництва, дозволеного Управлінням сільськогосподарських товарів Ямайки. Кава, зібрана з парафій Сент-Ендрю, Сент-Томас, Портленд і Сент-Мері можна вважати кавою Blue Mountain.

## Виробництво

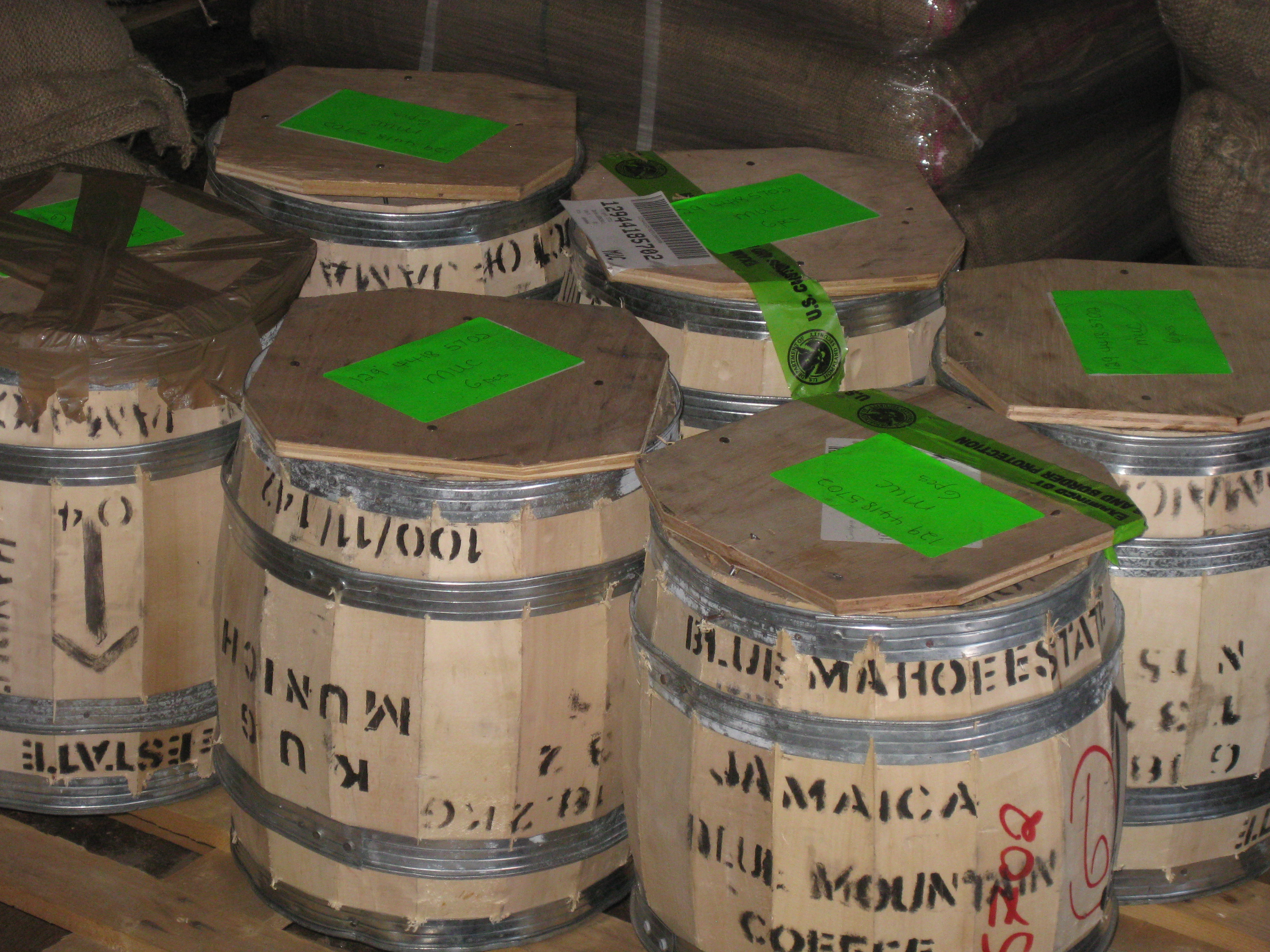
Бочки кавових зерен Jamaica Blue Mountain

Кава — експортний товар. Її вирощування забезпечує зайнятість сільського та міського населення країни безпосередньо на етапах виробництва, обробки та продажу. Потреба в експорті перевищила виробництво. Понад 80 відсотків виробництва кави Jamaican Blue Mountain експортується до Японії. У 2005 році спостерігався дефіцит цього експорту через знищення врожаю в результаті урагану "Іван" у кінці 2004 року.